# 蔚藍檔案角色列表
《蔚藍檔案》是由南韓遊戲公司NEXON Games製作的手機遊戲。玩家扮演聯邦社團「夏萊」的顧問老師，與學園都市「奇普托斯」內的各個學校的學生交流並產生聯繫。本列表列出該遊戲中的主要角色，這些角色在遊戲的劇情中起到重要作用，或者是玩家可以消耗遊戲內貨幣「青輝石」抽取的角色。

## 創作及設計
在角色設計上，《蔚藍檔案》製作人金用河在2023年遊戲葡萄的採訪中表示，角色設計的基調是在遊戲立項之初就訂立的。為了與市場上其他的反烏托邦題材世界觀的遊戲做出差異性，選擇了與眾不同的明亮的世界觀，角色的性格也由此傾向於明亮、爽朗，偶爾才體現出抑鬱的一面。角色的設計後於劇情的設計，所以會先考慮劇情中需要由哪些角色來參與，由哪些角色來推動故事的前進。《蔚藍檔案》剧情总监梁主宁將遊戲劇情的關鍵詞設定為「學院」、「青春」、「軍武」，然後根據劇情設定，來創作相應的角色，包括色彩搭配、角色頭頂標誌性的「光環」的設計等等。角色設計並非一次性完成，而是從多個方案中脫穎而出。金用河表示，「自上而下」先劇情後角色的設計方式有助於避免臉譜化、標籤式的設計，在不同的故事背景、劇情演出中，角色展現出的性格其實是完全不同的，也就是說，用豐富的設定和表演來設計多樣的角色。為了表現出與現實世界不同的情感體驗，製作組加入了一些非現實元素來凸顯二次元的特徵。
在2014年樂線開發者大會（NDC）上，當時任職於SmileGate的金用河在演講中用進化心理學的角度分析被稱為「萌」的元素，提出了標籤式的角色設計方法——「萌論」。但在《蔚藍檔案》的設計中，金用河表示他對角色設計的看法有了很大的變化。相比於重視形象元素、外貌細節的「萌論」，《蔚藍檔案》的美術設計以簡單明快為主，所以並沒有採用「萌論」的方法。製作組在設計角色的過程中更加註重玩家的劇情體驗，希望通過角色讓玩家對故事有親密感。在2021年的樂線開發者大會（NDC）上，《蔚藍檔案》美術總監金仁也表示，美術組「最重要的任務」是通過美術設計來讓玩家事先就對角色產生依戀的情感，而人物插曲和故事線等方式作為「追加要素」對角色的形象塑造加以補充。如果前期玩家不能從角色的設計上取得期待感，後期通過劇情來彌補「或許會背叛粉絲的印象及期待」。所以在美術設計上，製作組盡力添加細節，包括角色選擇動畫、特寫動畫等，讓玩家第一時間就能感受到角色的魅力。
指导《蔚蓝档案》美术的原画师HwanSang表示角色的2D插画，3D模型和游戏过场动画，是该游戏的魅力所在。因此美术团队在创作过程中，尽力去协调游戏中2D和3D所呈现的美术效果，这让他们使用了比同类游戏多一倍的时间进行创作；与角色的背景设定、游戏剧情进行配合同样是团队的创作目标，他们希望游戏的美术不应该是“华丽但用完就扔掉”的。游戏的2D美术风格以日系赛璐璐作为基础，并没有采用日系手游常用的半厚涂画法，而是突出了画面的线条和色块。《蔚蓝档案》的3DQ版小人则出现在游戏的各种场景中，例如游戏的战斗环节和与角色互动的系统“咖啡厅”，这些3D模型的动画尽量地去贴近角色设定以及不同场景下的不同动作，来展现不同角色的不同魅力。
角色互动方面，玩家可以在“桃信”（モモトーク）系统中与可玩角色交谈，阅读相关羁绊剧情。在解锁特殊羁绊剧情后，会开启该角色的“记忆大厅”场景，玩家可以将记忆大厅应用在主界面上。玩家亦可以在咖啡厅系统中查看来访学生并赠送礼物；在日程系统中安排学员活动，以提升相关学生的好感度并获得培养角色的资源。

## 主要角色
本條目所使用的術語、人名若國際版和简体中文版均提供譯名，則僅在大陸簡體模式下顯示简体中文版譯名、其他語言模式顯示國際版中文名。若存在國際版中文譯名但简体中文版譯名尚未提供，則所有語言模式均顯示國際版中文名。若國際版中文名稱亦未提供，則保留日文原名。
本條目中的人物配音表记与介绍，除了有外部来源的外，均来自游戏内内容。

### 夏萊
夏萊（S.C.H.A.L.E）是联邦学生会长亲自批准成立的联邦搜查组织，联邦学生会长在批准夏萊成立后不久便失踪。在游戏中，夏萊是跨學校的社團，擁有凌駕於基沃托斯內各個學校內部規定之上的權力，允許從各個學校抽調學生執行任務。
老師
配音：坂田将吾（电视动画）
玩家所扮演的主人公角色，為聯邦學生會長親自從奇普托斯外聘請的教員，擔任顧問的職務。游戏没有描绘老师的外表，然而在日本官方上传的一段番外影片中，阿洛娜使用“最先进的人脸识别技术”却只画出老师的简笔画，遭日本玩家揶揄为酷似日本首相田中角荣，进而爆红。
彩奈
配音：小原好美（日）；Sakula小舞（中）
在老師所持有的平板设备「希迪姆的箱子」内寄宿的管理者兼作業系統。
彩奈是游戏官方运营者发布消息时经常借用的形象，其中台湾的运营者彩奈小编最为出名。
星奈
配音：小原好美（日）；Sakula小舞（中）
在另一個世界中，老師（誘騙者）的希迪姆的箱子的管理者兼個人秘書，原名A.R.O.N.A。她在誘騙者被擊殺後被彩奈召入本世界的希迪姆的箱子中共棲，並被彩奈重新取名為「星奈」。

### 聯邦學生會
聯邦學生會（連邦生徒会），是基沃托斯的管理機構，擁有自己的直轄區。在遊戲中，聯邦學生會由於聯邦學生會長失蹤而陷入混亂。
聯邦學生會長
配音：小原好美（日）；Sakula小舞（中）
聯邦學生會的會長，在遊戲開始時失蹤。
七神琳
配音：大原沙耶香（日）；水原（中）
聯邦學生會的首席行政官，在聯邦學生會長失蹤時代任了她的職務。
由良木桃香
配音：井口裕香（日）；斑比（中）
聯邦學生會的交通室行政室長。是個我行我素的懶惰鬼，總是吃著拿在手上的明太子口味零食。
岩櫃步
配音：大坪由佳（日）；歪欧酱（中）
聯邦學生會的調停室行政室長。
扇喜碧
配音：齊藤佑圭（日）；苗子（中）
聯邦學生會的財務室行政室長。
不知火香耶
配音：陶典（中）
聯邦學生會的（前）防衛室長。她與凱撒集團有秘密交易，意圖發起對七神琳的不信任投票並一度成功將她停職，但是最後依然計畫失敗，並且本人被彈劾。
灰音
聯邦學生會的體育室行政室長。似乎非常喜歡運動，據說她的目標是讓奇普托斯大運動會成為常設活動。
李
聯邦學生會的行政官。即使在記者會或會議等工作中，也總是一副昏昏欲睡的樣子。

### 阿拜多斯高中
阿拜多斯高中（アビドス高等学校）是基沃托斯內一所處於廢校邊緣的高等學校。阿拜多斯曾經是基沃托斯規模最大的學校，但是其所轄的自治區反覆遭遇嚴重的沙塵暴，為了反覆重建而被迫向高利貸業者借錢，最終走向沒落。在遊戲開場時，學校欠下巨額貸款，學生也僅剩5人。

#### 對策委員會
阿拜多斯廢校對策委員會（アビドス廃校対策委員会），簡稱對策委員會（対策委員会），是阿拜多斯高中僅剩的5名學生結成的唯一一個社團。對策委員會的目標是阻止阿拜多斯高中廢校，抵抗意图强行攻占阿拜多斯高中的暴力团体，償還貸款和利息。遊戲的Vol.1聚焦對策委員會的行動。
小鳥遊星野
配音：花守由美里（日）；刘雯（中）
現任對策委員會的委員长，曾任名存实亡的阿拜多斯学生会的副会长。明明很年輕，卻以「大叔」自称，常常找地方偷懶打瞌睡，實際上非常負責任且照顧後輩。被黑色西裝人稱為「阿拜多斯最高的神祕」。過去性格剽悍，常使用侵略性戰術為名，是格黑娜標註的特級戰力之一，同時驚人的戰鬥才能則成為空崎陽奈的目標。由於一次的巨大變故，導致星野性格大變，頭髮留長成夢前輩的模樣，戰術也漸漸不再以積極進攻為主，使用武器不再是單持霰彈槍，而多了戰術盾牌，盾牌則是夢前輩的遺物。
砂狼白子
配音：小倉唯（日）；安雪璃（中）
對策委員會的成员，喜爱运动、骑车。平时为冰山美人，但是经常提出极端的方案，对抢劫银行念念不忘。沉默寡言的形象和极端脱线的行为产生反差，令她拥有巨大人气。劇情對於白子過去的描述並不清楚，可以確定的是在白子潦倒的時候，星野與野乃美收留了她，並且星野將圍巾送給了白子使其保暖，白子一路珍惜至現在。 
黑見茜香
配音：大橋彩香（日）；宴宁（中）
對策委員會的會計。愛碎碎念愛吐槽但情感在表情上一覽無遺，標準的刀子嘴豆腐心，偶爾會冒失說出不太好聽的話，但其實是非常重感情且在乎同伴的女孩。為了幫忙償還債務到處打工，出沒於柴關拉麵。
十六夜野乃美
配音：三浦千幸（日）；幽舞越山（中）
對策委員會的成員。來自財團的千金，雖是位大小姐，但性格溫柔且友善，是對策委員會團結一致的精神支柱。手中有一張無限額的信用卡，雖說可以輕鬆償還債務，但成員們約定不濫用此卡。委員會的零食錢大部分都是來自野乃美的零用金。
奧空綾音
配音：原田彩楓（日）；孙艳琦（中）
對策委員會的書記。重視理論與規矩的原則主義者，在個性與想法豐富的委員會當中，是唯一一位常識人，因此成為吐槽役擔當，經常被成員們的奇怪提案氣的百般無奈，並且有次在白子提出搶銀行的奇耙提案中斷了理智線而翻桌。

#### 阿拜多斯學生會
梔子夢
配音：渕上舞（电视动画）
阿拜多斯最後的學生會長，星野的前輩。
白子＊TERROR
配音：小倉唯（日）
平行世界的砂狼白子。在平行世界中對策委員會的成員除了她全數死亡或失蹤；她在絕望中將色彩吸引到奇普托斯並被選為「色彩的嚮導者」，但被老師所保護。在方舟決戰的最後，誘騙者把白子託付給了這個世界的老師（玩家）。

### 千年科學學園
千年科學學園（ミレニアムサイエンススクール）是專注於理工科的學校，與格黑娜學園、三一綜合學園三足鼎立。

#### 研討會
研討會（セミナー）是千年科學學園的學生會。
調月莉央
配音：Lynn（日）
研討會的會長，在其他學校被稱為大姐頭。個性果斷不猶豫，對於決定的事情會毫不猶豫執行，為達成目的會不擇手段，這樣的個性以致於同為研討會的優香與乃愛無法理解其作為。與明星陽葵為死對頭。
早瀨優香
配音：春花蘭（日）；小敢（中）
研討會的會計，擅長數字計算，因冷酷的形象被遊戲開發部的成員忌憚，雖說是按章辦事但總扮演成惡人角色，常被調侃成大魔王。
生鹽乃愛
配音：鈴代紗弓（日）；陈雨（中）
研討會的書記。記憶力超乎常人，只要聽過一次內容便能完美背誦。也負責專利代理人的業務。
黑崎小雪
配音：乾夏寧（日）；曾彤（中）
研討會的麻煩製造者，一度因爲惹出麻煩遭到開除出研討會，在最終章需要小雪驚人的解碼能力，因乃愛與優香要求下重新回歸。

#### C&C
C&C（Cleaning & Clearing）是千年科學學園的秘密社團。表面上全員身著女僕服、進行侍奉活動，實際上是特工組織。
美甘寧瑠
配音：小清水亞美（日）；拉面二娇（中）
C&C的隊長，代號「Double O」，脾气火爆的小个子女仆，人称“千年最强战力”。
一之瀨明日奈
配音：長谷川育美（日）；梁爽（中）
C&C的成員，代號「Zero One」，性格乐天而天然呆。
角楯花凛
配音：沼倉愛美（日）；喵酱（中）
C&C的成員，代號「Zero Two」，前保安部成员，性格谨慎冷静。
室笠朱音
配音：原由實（日）；钟可（中）
C&C的成員，代號「Zero Three」，十分擅长爆破和照顾他人。
飛鳥馬季
配音：石川由依（日）；溯浔（中）
C&C的成員，代號「Zero Four」。研討會會長調月莉央的貼身專職女僕兼保鑣，虽隶属于C&C但平時不與其他成員一同行動。

#### 特異現象搜查部
特異現象搜查部（特異現象特捜部）是隸屬於研討會的特務組織，部長明星陽葵曾任貝里塔斯的部長。
明星陽葵
配音：尤加奈（日）；王梦雅（中）
特異現象搜查部的部長，貝里塔斯的前部長。擁有千年學園僅三人獲得的學位「全知」。
和泉元英美
配音：松永茜（日）；梁瑞雪（中）
特異現象搜查部的成員。為了最有效率的調節體溫總是把衣服敞開。

#### 遊戲開發部
遊戲開發部（ゲーム開発部）是以製作遊戲為主要社團活動的社團。由於長期人數不足以及沒有實際成果，在故事開始時被研討會的會計早瀨優香威脅廢部。遊戲的Vol.2圍繞遊戲開發部展開。
在原设想中才羽桃井与才羽绿只是製作團隊在休息時間隨手創作的角色，沒有預計正式製作。但是製作團隊在内部會議上讨论時，團隊成員對這一對雙胞胎姐妹的反響出乎意料地好，之後便為他們設計了整個遊戲開發部，並正式推出。
花岡柚子
配音：寺澤百花（日）；宅会（中）
遊戲開發部的部長，極度害怕交流，常年躲在遊戲開發部的活動房間的儲物櫃里度日。擅長游玩遊戲，在多個遊戲中常年霸占玩家排行榜第一的位置。
才羽桃井
配音：德井青空（日）；苏枕袖（中）
遊戲開發部的成員，雙胞胎姐妹中的姐姐。個性外向開朗，擔任遊戲編劇。
才羽綠
配音：高田憂希（日）；阎么么（中）
遊戲開發部的成員，雙胞胎姐妹中的妹妹。個性内向，擔任遊戲美術。
天童愛麗絲
配音：田中美海（日）；四白（中）
來歷不明的機器人少女，在遺跡中被迫切想要尋找遊戲開發秘籍“G.Bible”的才羽姐妹發現，並帶回遊戲開發部吸納為成員。
Kei
無名祭司為了讓無名諸神的王女履行使命留下來的AI。曾一度消失，在莉央與陽葵的幫助下重獲新生，下定決心放棄使命與愛麗絲一同成為自己成為的人，對愛麗絲之外的人態度傲嬌。

#### 貝里塔斯
貝里塔斯（ヴェリタス）是駭客技術社團。貝里塔斯沒有部長，原部長明星陽葵現時身處特異現象搜查部。
各務千尋
配音：山村響（日）；烤梨（中）
貝里塔斯的副部长，看重駭客伦理。
音瀨小玉
配音：高川美奈（日）；严严子（中）
小鈎晴
配音：貝原怜奈（日）；秦文静（中）
小塗真紀
配音：三上枝織（日）；金娜（中）

#### 工程師部
工程師部（エンジニア部）是擅長改裝機械的社團。經由她們改裝的設備通常會被加入多此一舉乃至適得其反的裝置，例如在槍支中增加藍牙和NFC機能，方便學生电子支付、刷交通卡、传输资料、聽音樂。
白石詠葉
配音：青地希望（日）；张若瑜（中）
工程師部的部長。
豐見亞都梨
配音：篠原成美（日）；涩尕猫（中）
貓塚響
配音：名塚佳織（日）；小N（中）

#### 訓練部
乙花堇
配音：今井麻美（日）；昱头（中）
隸屬於訓練部（トレーニング部），擔任訓練部的隊長(部長)。相信一切問題都可以用運動解決。
野正莉
配音：稻垣好
千年棒球部的王牌新人，為了能夠打出全壘而暫時到訓練部鍛鍊。

#### 疑似科學部
未來
千年科學學園疑似科學部（疑似科学部）前任部長。顏藝帝一名，為報復莉音會長，受笑咪咪教授所僱企圖盜取千年科學學園的天眼系統。

### 格黑娜學園
格黑娜學園（ゲヘナ学園）是基沃托斯三大学校之一，与千年科學學園和三一綜合學園三足鼎立，并与三一綜合學園长期处于敌对状态。游戏的Vol.3围绕格黑娜學園和三一綜合學園试图签订的和平条约展开。格黑娜學園的治安不佳，进行违规行为、制造麻烦的社团层出不穷。

#### 萬魔殿
萬魔殿（万魔殿）是格黑娜學園的學生會。名義上是格黑娜學園的最高權力部門，然而實際上大部分負擔由風紀委員會承擔。
羽沼真琴
配音：淺川悠（日）
君臨格黑娜學園學生會「萬魔殿」頂點的議長。雖然是個狡猾又有自信的人，但本質上有點少根筋。
棗伊呂波
配音：福圓美里（日）；嘎嘎盐烧（中）
萬魔殿的戰車長，負責管理和駕駛萬魔殿的坦克。
丹花伊吹
配音：春瀨夏美（日）
萬魔殿成員，吉祥物般的少女。原本是格黑娜學園小學部的學生因受到認可而加入萬魔殿。
京極皋月
配音：櫻井浩美（日）
萬魔殿的情報部長。為了執行某項計劃而學習了好幾種催眠技術，但都成效不佳。
元宮千秋
配音：菅野真衣（日）
萬魔殿議員之一。

#### 風紀委員會
風紀委員會（風紀委員会）是格黑娜學園實質上的掌權部門。
空崎陽奈
配音：廣橋涼（日）；王雅欣（中）
風紀委員长。经常因为处理各种争端而缺乏休息。
銀鏡伊織
配音：佐倉綾音（日）；兰笛Saku（中）
風紀委員會的突擊隊長。
火宮千夏
配音：香月遥（日）；陈章（中）
風紀委員會的救護负责人。曾經是急救醫學部的成員。
天雨亞子
配音：高野麻里佳（日）；括号君（中）
風紀委員會的行政官。

#### 便利屋68
便利屋68（便利屋68）是在地下接受不合法委託的組織，沒有被萬魔殿或風紀委員會承認，自稱皮包公司，团名里“68”来自社长陸八魔亞瑠的姓名（陸（りく）是数字“六（6）”的大写，八（はち）为“8”）。《蔚藍檔案》的官方衍生漫畫《便利屋68業務日誌》以這些角色為主人公描繪。
陸八魔亞瑠
配音：近藤玲奈（日）；谢莹（中）
自稱為便利屋68的「社长」，梦想成为恶人却笨手笨脚的大姐头。
浅黄無月
配音：大久保瑠美（日）；侯小菲（中）
便利屋68的「室長」，也是行動隊長兼突擊隊長，是爱露从小的玩伴并以捉弄其为爱好。
鬼方佳世子
配音：藤井幸代（日）；陈婷婷（中）
便利屋68的「課長」，爱好音乐，是个沉默冷静的冰美人。
伊草遙香
配音：石飛惠里花（日）；刘可慧（中）
便利屋68的「職員」，爱好园艺，十分崇拜并听从爱露。

#### 美食研究會
美食研究會（美食研究会）是格黑娜學園的一个追求美食的社团。为了追求美食可以用尽一切手段，例如绑架胁迫供給部的愛清风香制作料理。也因为其不择手段的作风成为了麻烦制造者。
黑館羽留奈
配音：田所梓（日）；MACE（中）
美食研究会的会长。
赤司淳子
配音：金元壽子（日）；伍凯立（中）
獅子堂泉
配音：久保百合花（日）；嘉儿（中）
鰐淵亞伽里
配音：森嶋優花（日）；闲踏梧桐（中）

#### 供給部
供給部（給食部）負責運營格黑娜學園的食堂。然而，供給部的活動經常遭到美食研究會的干擾，包括但不限於食堂被炸毀、卡車被徵用等。
愛清風華
配音：菲魯茲·藍（日）；宋媛媛（中）
供給部的部長，每天都为学生准备食物。
牛牧茱莉
配音：田邊留依（日）；苗洋（中）
供給部的成员，但是料理能力极差，毁天灭地。

#### 急救醫學部
冰室瀨奈
配音：大西沙織（日）；乔璐雨（中）
急救醫學部（救急医学部）的部長。

#### 溫泉開發部
溫泉開發部（温泉開発部）是格黑娜學園內一個專精於開鑿土地、挖出溫泉的社團。其挖掘效率高到令人瞠目結舌，同時也很少顧及其他人的感受，哪裡有溫泉就在哪裡開挖土地，成為與美食研究會齊名的麻煩製造者。
鬼怒川佳澄
配音：上坂堇（日）
溫泉開發部的部長，狂熱地在所有可能有溫泉資源的地方開挖土地，正在遭受通緝。
下倉惠
配音：愛原亞里沙（日）；美加（中）
溫泉開發部作業班長。

#### 回家部
旗見繪里香
格黑娜的學生，回家部。
夜櫻綺羅羅
配音：山下七海（日）
格黑娜的學生，回家部。

### 三一綜合學園
三一綜合學園（トリニティ総合学園）是与千年科學學園和格黑娜學園齊名的奇普托斯名校，并与格黑娜學園长期处于敌对状态。游戏的第三章围绕三一綜合學園和格黑娜學園试图签订的和平条约展开。在游戏中，三一綜合學園由「帕特尔」、「菲利乌斯」、「桑克图斯」三个学院派系统合而成，三个派系各自派出一位代表组成学生会。亦有学院派系不接受三位一体，该学院则遭到排挤和迫害，成为奧利斯分校。

#### 茶会
茶话会（ティーパーティー）是崔尼蒂的学生会组织。构成崔尼蒂的三个学院派系分别派出一人组成茶会的成员，三人轮流主持茶话会，主持者为当值学生会长。
桐藤渚
配音：早見沙織（日）；木雅瑞林（中）
由菲利乌斯派系推选的茶话会成员。游戏中为茶会的当值主持人，即现任学生会长。
圣园未花
配音：東山奈央（日）；龟娘（中）
由聖父派系推选的原茶话会成员，与桐藤渚是青梅竹马。她意图阻止伊甸園條約签订，串通奧利斯分校的人员意图发动政变夺取主持人席位并向格黑娜发动战争，最终因为背叛行为而遭到开除茶会的惩罚，但是直到聖父派系选出继任者之前依然留在茶会。
百合園聖亞
配音：种崎敦美（日）
由圣灵派系推选的茶会成员，一度拥有预知未来的能力，后以失去该能力为代价痊愈了自身的疾病。

#### 正义实现部
正义实现部（正義実現委員会）是三一的武装部门，负责督查学生秩序。除了下方列出的角色，補課部的下江小春也是正义实现部的成员，因成绩太差被暂停成员资格。
劍先鹤城
配音：小林優（日）；KKryu（中）
正义实现部的部长，生性暴力，面容恐怖，不过在重要的时候，剑先鹤城也会展现出作为部长的能力，冷静地指挥全局。
羽川莲见
配音：瀨戶麻沙美（日）；张琦（中）
正义实现部的副部长和指挥官。
静山真白
配音：鬼头明里（日）；柳知萧（中）
仲正一花
配音：鷲見友美Jiena（日）
正义实现部的成員，透過後天努力而培養出易於交往的性格，與其他學校的關係也較好，在正義實現部中負責調解。

#### 修女會
修女會（シスターフッド）是三一內大致保持中立的勢力。平時負責維護和管理三一大教堂及相關設施、聽取學生的懺悔等輔導工作、通過彌撒進行啟發活動以及舉辦慈善活動等等。過去，修女會的前身「優斯提娜聖徒會」被稱作戒律的守護者，是三一用來維護治安的武力集團，由於現在也保留著獨立的指揮系統與情報網，因此修女會也被認為是神祕的集團。
歌住櫻子
配音：加隈亞衣（日）；唐雅菁（中）
修女會的領導者。對任何事都會認真面對，偶爾會因過於正經導致與流行和常識脫節。
伊落瑪麗
配音：小澤亞李（日）；曹雅雯（中）
修女會的成員。覺得自己還不夠成熟，想早點和其他前輩一樣成為出色的修女。
若葉日向
配音：日高里菜（日）；李婵妃（中）
修女會的物品管理員。負責三一大教堂的管理重責，能勤勞地完成交付的工作，對任何人都很親切。但是個性迷糊，經常會出錯，對自己比較沒有信心。

#### 救護騎士團
救護騎士團（救護騎士団）是三一的醫療組織，势力可觀，但不願參與茶會的政治事務。救護騎士團不光承擔傷員救護工作，也有成員進行破壞的「騎士」工作，沒有傷員也為救護部分創造傷員。
蒼森美禰
配音：堀江由衣（日）；菊花花（中）
救護騎士團的團長，行为有过激的一面，以至于有“美祢进行破坏，骑士团进行治疗”的传闻。
朝顏花繪
配音：優木加奈（日）；栗噔噔（中）
救護騎士團的成员，負責治療病患。
鷲見芹奈
配音：涼本秋穗（日）；多多poi（中）
救護騎士團的成员，負責治療病患，但有时会想出适得其反的治疗方案。

#### 圖書委員會
圖書委員會（図書委員会）或圖書部負責管理三一的圖書館，亦有成員鑽研藏書當中的古籍。
古關憂
配音：後藤沙緒里（日）；蒜蓉汪汪（中）
圖書委員會的委員長，人稱「古書館的魔術師」。
圆堂志美子
配音：富田美憂（日）；白灯（中）
圖書委員會的圖書管理員。

#### 三一自衛隊
三一自衛隊（トリニティ自警団）是三一的非正式社團。社團成員自發地巡邏三一，制止違規行為。
守月鈴美
配音：社本悠（日）；小瑾（中）
自衛隊的成員。由於火熱的正義感而常被誤會是個性冷酷的人，其實是個溫柔的女孩子。
宇澤澪紗
配音：根本京里（日）；虚元（中）
自衛隊的成員。由於會說一些難以捉摸的話，有時會被誤會是惡作劇通報，但其實比任何人都認真進行著自衛隊的活動。

#### 補課部
補課部（補習授業部）是针对三一学习成绩不佳的学生而临时开设的社团。遊戲最開始時，茶會主持人桐藤渚認定有叛徒意圖阻礙條約簽訂，將嫌疑人聚集在補課部，意圖逼迫他們退學。游戏Vol.3的前半部分围绕补习部展开。
阿慈谷日步美
配音：本渡楓（日）；米糊（中）
原先属于「回家部」，后进入补课部。与茶话会的桐藤渚是好朋友。对虚拟角色「佩洛洛」（ペロロ）抱有强烈喜爱之情，经常为了参与佩洛洛相关的活动而错过考试，结果被编入补课部。在游戏的第一章中前往阿拜多斯自治区的黑市购买佩洛洛商品时撞见对策委员会众人，并被拉去一同抢劫银行。
白洲梓
配音：種田梨沙（日）；葛子瑞（中）
原先属于奧利斯小隊，後在茶会的圣园弥香安排下從奧利斯分校轉學進入三一。
浦和花子
配音：豐田萌繪（日）；王雅涵（中）
補課部的成員，外表氣質端莊，但是開口即講色情段子。成績優秀，然而經常刻意考試不及格。
下江小春
配音：赤尾光（日）；小鱼干（中）
原先屬於正义实现部，因為成績下滑而被暫停正义实现部成員身分，強制進入補課部。私下會蒐集色情書籍，自顧自害羞，又對外表示出對色情話題的強烈抗拒。

#### 放學後的甜點部
放學後的甜點部（放課後スイーツ部）追求享受各種甜點展開社團活動。
伊原木喜美
配音：真野步（日）；赵佚（中）
栗村愛莉
配音：水森千子（日）；张宇琦（中）
柚鳥夏
配音：長繩麻理亞（日）；鱼一（中）
杏山千紗
配音：夏吉優子（日）；星狸（中）
傳說中的前太妹，外號「凱茜·帕魯格」。

### 奧利斯分校
奧利斯分校（アリウス分校）是在聖父、聖子、聖靈三個派系商討組成三一綜合學園的時候堅決不同意的派系。在三一成立之後，奧利斯派系便遭到迫害和流放。奧利斯在法理上依然保留了代表三一的資格，也藉此在伊甸園條約簽訂之時得以侵入會場，替代茶会簽訂條約。

#### 奧利斯小隊
奧利斯小隊（アリウススクワッド）是奧利斯分校的一支特殊行動小隊，在遊戲中負責攪亂條約簽訂，藉此抹滅三一和格黑娜。但是在計畫失敗後遭到奧利斯分校拋棄，乃至被奧利斯分校追殺。轉入三一、現處補課部的白洲梓也曾是該小隊的成員。奧利斯小隊的成員普遍抱有虛無主義思想，游戏Vol.3的後半部分围绕奧利斯小隊展开。
錠前沙織
配音：石上靜香（日）；汪滢滢（中）
「奧利斯小隊」的隊長。是一位冷靜的戰士與指揮官，但也有充滿激情的一面。
槌永日和
配音：中原麻衣（日）；降温（中）
「奧利斯小隊」的狙擊手。雖然她常說出一些悲觀軟弱的發言，但在戰鬥中卻毫不留情，也從不猶豫。
戒野美咲
配音：土屋李央（日）；赵涵雨（中）
「奧利斯小隊」的成員之一。善於判斷情勢，能夠冷靜地支持有時變得情緒化的沙織。有自殘、自殺的傾向。
秤敦子
配音：花澤香菜（日）；刘一蕾（中）
「奧利斯小隊」的成員之一。擁有奧利斯分校學生會長的血脈。也因為如此被人以「公主」稱呼。

### SRT特殊學園
SRT特殊學園（SRT特殊学園）是擁有強行在各個學校的自治區內執行任務權利的學校，學生均為特殊部隊的精英戰士。SRT為「Special Response Team」（特殊響應部隊）的簡稱。SRT特殊學園直接隸屬於聯邦學生會長，在遊戲中因為聯邦學生會長失蹤而決定廢校，僅剩學生抗議廢校。SRT的學生集結為不同代號的小隊，小隊名稱多為動物，例如一年級學生組成的RABBIT小隊，還有三年級學生組成的FOX小隊。

#### RABBIT小隊
RABBIT小隊（RABBIT小隊）是由一年級學生組成的特殊小隊。在遊戲中他們為了抗議廢校決定，持續佔據了一個公園發起抗議。遊戲的Vol.4圍繞RABBIT小隊展開。
月雪都子
配音：藤田茜（日）；田格林（中）
RABBIT小隊的隊長，呼號為「RABBIT1」。
空井咲希
配音：友永朱音（日）；耗纸（中）
RABBIT小隊的偵察兵，呼號為「RABBIT2」。
風倉萌
配音：井澤詩織（日）；杨晨曦（中）
RABBIT小隊的報務員，呼號為「RABBIT3」,平时喜欢含棒棒糖。
霞泽美優
配音：后藤邑子（日）；小兔布塔（中）
RABBIT小隊的狙擊手，呼號為「RABBIT4」。自認存在感稀薄，自我否定，甚至喜歡躲在垃圾箱里面。

#### FOX小隊
FOX小隊（FOX小隊）是三年級學生結成的特殊小隊。他們爲了守護SRT特殊學園而被迫屈服于現實，與凱撒集團合作參與聯邦學生會的政變。政變失敗后他們也全數被逮捕。
七度雪乃
FOX小隊的隊長。呼號為「FOX1」。
仁子
FOX小隊的副隊長。呼號為「FOX2」。
胡桃
FOX小隊的偵察兵，呼號為「FOX3」。
御伽
FOX小隊的狙擊手。呼號為「FOX4」。

### 百鬼夜行聯合學園
百鬼夜行聯合學園（百鬼夜行連合学院）是以各種觀光業為主的學校，其自治區觀光業發達。百鬼夜行由眾多鬆散的團體組合而成，沒有傳統意義上具有權威的「學生會」。遊戲的Vol.5圍繞百鬼夜行展開。

#### 陰陽部
陰陽部（陰陽部）是百鬼夜行聯合學園事實上的學生會。陰陽部調解各個社團之間的矛盾與衝突，但是行為作風多為踢皮球。
天地仁耶
配音：植田佳奈（日）
陰陽部的部長。
桑上佳穗
配音：松井惠理子（日）；徐慧（中）
陰陽部的副部長、觀光文化產業廣宣支援部策略長，是知世的粉絲。
和樂知世
配音：嶋村侑（日）；紫苏九月（中）
陰陽部的成員，擅長創作俳句，在學生當中是萬人迷。

#### 百花繚亂紛爭調停委員會
百花繚亂紛爭調停委員會（百花繚乱紛争調停委員会），通稱百花繚亂。自創校以來維護著百鬼夜行的治安，當有衝突發生時以中立的立場進行仲裁是他們的職責。唯有繼承「大預言者」所託付的「能驅魔的槍」的人才有資格擔任委員長，但由於委員長和副委員長失蹤，導致委員會停擺，並面臨解散危機。遊戲的Vol.5圍繞百花繚亂紛爭調停委員會展開。
七稜菖蒲
百花繚亂紛爭調停委員會的委員長，因花鳥風月部的襲擊而失蹤，並將自己持有的象徵委員長地位的寶物傳給副會長。
御稜名草
配音：佐倉薰（日）
百花繚亂紛爭調停委員會的副委員長，在委員長失蹤時擔任代理委員長。她在收到了委員長傳給她的寶物後希望將寶物還給委員長，故而同樣藏匿雪山尋找委員長。
不破蓮華
配音：小市真琴（日）
百花繚亂紛爭調停委員會的突擊隊長，在委員會宣告解散後開始前往各個社團體驗青春，沒有重組委員會的打算。
桐生桔梗
配音：小松未可子（日）
百花繚亂紛爭調停委員會的參謀，她下達了委員會的解散令，沒有重組委員會的打算。
勘解由小路紫
配音：村上真夏（日）
百花繚亂紛爭調停委員會的一年級新成員，家境殷實。在國中時期她受到過委員會照顧而對其充滿嚮往。為了阻止委員會解散，她意圖透過委員會內部的「繼承戰」制度在單人對決中擊敗代理委員長，成為新的委員長，重建委員會。

#### 節慶營運管理部
節慶營運管理部（お祭り運営委員会）負責籌辦和营运慶典，活動的規模在百鬼夜行自治區內为最大。節慶營運管理部以喫茶店「百夜堂」為據點開展活動。
河和靜子
配音：森永千才（日）；幽若乃（中）
節慶營運管理部的部長，同時是百夜堂的老闆和看板娘。
朝比奈菲娜
配音：木戶衣吹（日）；苏子芜（中）
節慶營運管理部的成員，同時是百夜堂的員工。對任俠充滿著憧憬。
里浜海花
配音：新田日和（日）
節慶營運管理部的成員。

#### 修行部
春日椿
配音：白砂沙帆（日）；么耶咩咩咩（中）
修行部的部長，以追求完美的睡眠為目標修行中。
水羽三森
配音：田中理惠（日）；狐小吉（中）
修行部的副部長。
勇美楓
配音：加藤英美里（日）；写川（中）
修行部的成員。

#### 忍術研究部
忍術研究部以鑽研忍術為目標，運營着一個影片頻道。他們的社團活動沒有經過陰陽部的認可，所謂忍術大多也是魔術把戲。
千鳥三千留
配音：水橋香織（日）；亿仁（中）
忍術研究部的部長。
大野月夜
配音：後藤彩佐（日）；荻秋（中）
忍術研究部的成員。
久田伊樹菜
配音：阿澄佳奈（日）；Z君（中）
在遊戲劇情中主動加入忍術研究部的新成員。與其他兩位成員不同，她真的會忍術。

### 山海經高級中學
山海經高級中學（山海経高級中学校）是一所中華風的高級中學（高中）。山海經相較於其他學校，格外推崇維持傳統的風氣，也因此缺乏與外界的交流，除了玄武商會之外的情報大多不被外人熟知。

#### 玄龍門
玄龍門（玄龍門）是山海經高級中學的學生會。學生會長被稱為「門主」，為了維持與掌控有著眾多傳統的山海經，「門主」有著比其他學校的學生會長更大的權力。玄龍門與玄武商會之間存在矛盾。
龍華妃姬
配音：相坂優歌 （日）
玄龍門的門主，山海經的學生會長。
近衛美奈
配音：佐藤利奈 （日）；李曜欢（中）
學生會玄龍門的執行長，學生會長的隨扈。

#### 梅花園
梅花園（梅花園）是山海經的幼稚園機構。梅花園的教官終日面臨無法管教小孩的窘境。
春原旬
配音：伊藤靜（日）；秦紫翼（中）
培育支援部「梅花園」的教官，對自己的年齡諱莫如深，一度喝下藥子沙耶製作的返老還童藥而變回幼女。
春原心菜
配音：五十嵐裕美（日）；虾小雀（中）
培育支援部「梅花園」的教官，春原旬的妹妹。

#### 鍊丹術研究會
鍊丹術研究會（練丹術研究会）
藥子沙耶
配音：田村由香里（日）；王晓彤（中）
鍊丹術研究會（錬丹術研究会）的現任部長，曾經製作出返老還童藥水讓春原旬變成幼女。

#### 玄武商會
玄武商會（玄武商会）是山海經高級中學的商人聯合組織。玄武商會與玄龍門之間存在矛盾。
朱成瑠美
配音：青山吉能（日）；苏皖（中）
玄武商會的會長。與妃姬是相識多年的友人。
鹿山令女
配音：菅沼千纱（日）
玄武商會的成員，瑠美會長的護衛。

#### 京劇部
京劇部（京劇部）是山海經高級中學的傳統表演社團。
漆原輝夜
京劇部的部長。非常遵從傳統，同時厭惡違背與打破傳統的行為。

### 赤冬聯邦學園
赤冬聯邦學園（レッドウィンター連邦学園）是位于基沃托斯边远雪区的学校。學生经常因为各种小事而发动革命和政变，一周可以发生多次。

#### 赤冬事务局
赤冬事务局（レッドウィンター事務局）是赤冬學園的學生會。
連河潔莉諾
配音：丹下櫻→矢野妃菜喜（日）；阿妄（中）
赤冬事务局的會長，即學生會長。除了在赤冬事务局的身分，她還在數個社團兼任社長。愛好收集頭銜，在鼻子下方黏上一把假鬍子視作權力的象徵。經常因為各種小事肅清他人。
佐城智惠
配音：厚木那奈美（日）；庞显欢（中）
赤冬事務局的秘書室長同時也是潔莉諾的第一親信。無論什麼事，只要她說出口都會變成事實的話術達人，定期前往各個地方灌輸對潔莉諾會長的忠誠心。盲目地寵愛潔莉諾。
池倉瑪麗娜
配音：平井祥惠（日）；张文钰（中）
宣誓效忠潔莉諾會長的赤冬聯邦學園事務局的保安委員長。常被人認為冷血無情，但其實也有少根筋與可愛的一面。

#### 227号特别班
227號特別班（227号特別クラス）是遭到停學處分的學生所被發配流放到的組織，這些學生在227號特別班接受行為矯正。227號特別班使用赤冬學園已經被人遺忘的舊校舍，生活條件惡劣。
天见和香
配音：佐藤聪美（日）；晨宁溪（中）
由於經常使用望遠鏡偷窺，包括攀爬在電線桿上偷窺老師而被發配到227號特別班。
間宵時雨
配音：河瀨茉希（日）；茉莉Chaton（中）
由於在配給用的无酒精饮料康波特中私自混入伏特加而被發配到227號特別班。

#### 知识解放战线
知识解放战线（知識解放戦線）管理赤冬學園的圖書館。人數眾多在赤冬排名前三。知識解放戰線藏有不被事務局許可的書籍，並經常為反對事務局審查書籍而發動政變。
姬木愛瑠
配音：新井里美（日）
圖書館委員會「知識解放陣線」成員。不只喜歡同人還已筆名「Meruri」的身份進行真人同人的配對創作，連互相仇視的三一與格黑娜學生都是他的「創作對象」，因此臭名遠揚。
秋泉紅葉
配音：大龜明日香（日）
為了獲取知識的自由以及圖書館的藏書而戰門的文學少女。興趣是收集漫畫，談到作品時會變得很健談。

#### 工務部
安守實里
配音：菊池紗矢香（日）
興趣是示威抗議的「工務部」的部長。她也是一位基於自由平等的理念，奮鬥打倒壓迫者的革命家。

#### 出版部
一群對赤冬的出版、寫作等等活動深感興趣的學生組成的社團，負責赤冬的媒體活動，代表性的出版物有《赤熊》日報與事務局宣傳與廣播等。
荒槇八雲
出版部的部長，擔任機關刊物《赤熊》的總編輯。為了增加銷售量在赤熊上同時刊登宣傳與批評的內容。
三善貴音
出版部的部員，經常在《赤熊》上投稿赤冬出版物的心得評論。視愛瑠為競爭對手，每次見面兩人都會吵架，有一衝動就會開槍的壞習慣。

### 女武神警察學園
女武神警察學園（ヴァルキューレ警察学校），英文通稱「KSPD VALKYRIE」（KSPD=Kivotos Student Police Department），是奇普托斯的警察局。女武神警察學園歸屬聯邦學生會管轄，缺少在各校自治區內執法的權力，相關權利歸SRT和夏萊所有。女武神警察學園提供給學生的裝備較為落後，內部人員甚至有與巨型企業凱撒集團勾結的情事。學校內有高層機構「公安局」，也有底層機構「生活安全局」。

#### 公安局
尾刃環奈
配音：松岡美里 (日)；卢晓彤（中）
公安局的局長。
木乃香
公安局的副局長。

#### 生活安全局
中務桐乃
配音：中島優衣（日）；Kiyo（中）
生活安全局的成員。
合歡垣吹雪
配音：平山笑美（日）；潘丹妮（中）
生活安全局的成員。

### 高地人鐵道學院
高地人鐵道學院（ハイランダー鉄道学園）是專門從事鐵路事業的學校。管理着奇普托斯內一部份的鐵道路線，高地人沒有自治區領土，而它們管轄的路線就等同於自治區，其內部有多個組織，依照路線與地區劃分為許多擁有獨立權限的派系。負責維護、管理鐵路的行政組織與治安組織相互獨立，成員可由理事會任命。

#### CCC
中央管制中心（中央管制センター），通稱「CCC」（Central Control Center）。是負責管理學校行政事務的組織，等同於高地人鐵道學院的學生會。
橘光
配音：石见舞菜香（日）
CCC幹部，與橘希望為雙胞胎姐妹。
橘希望
配音：星谷美绪（日）
CCC幹部，與橘光為雙胞胎姐妹。

#### 高地人鐵道監理室
高地人鐵道監理室（ハイランダー監理室）是理事會為了管理高地人鐵道學院而設立的監察機關，與CCC之間是一種相互監督、制衡的關係。
朝雾蘇芳
理事會直屬的監理監督官。原本是無所屬的流浪太妹，因實力被奈芙蒂斯招攬到高地人就讀，變換過多種身分，有許多謎團。

#### 貨物輸送管理部
內海青葉
配音：田嶌紗蘭
貨物輸送管理部的工程師。性格害羞，但也有冷不防講話毒舌的一面。

### 狂獵藝術學園
狂獵藝術學園（ワイルドハント芸術学院）是專攻藝術領域的學校，被稱做藝術的故鄉。雖然規模不如三大學校，但有著不遜於三一與格黑娜的歷史淵源。由於美術生們時常發生問題，因此有著嚴格的校規限制。也因為課程學習直接延伸至藝術活動，而採取「無需參加社團活動」的方針。學生們自發的非正式社團活動，可能由相同宿舍或其他學校的人一起組成。

#### 神秘學研究會
神秘學研究會（オカルト研究會），簡稱神秘研（オカ研）由位於第4宿舍404號室的學生們組成，主張藝術與神秘學密不可分並以此為中心活動的社團。
白尾エリ
配音：今泉りおな（日）
探究藝術中蘊藏的神秘力量的『神秘學研究會』創辦人兼會長，堅信能透過神秘學的力量來提升自己的成績和繪畫能力的學生。專攻的藝術領域是繪畫。
椎名紬
神秘學研究會的副會長。加入的理由是想試驗用死亡金屬召喚惡魔。外表溫和，性格如同寶塚歌劇團的「男役」，看待事物的方式同樣戲劇化，給人一種脫離現實的印象。專攻的藝術領域是音樂。
板坦カノエ
配音：冰青（日）
神秘學研究會的成員。『神秘研』成員們的學姊，知道很多事。由於她可疑的外貌與行為，有傳言說她本人就是一種神秘現象……。專攻的藝術領域不明。
衣斐レナ
神秘學研究會的成員。『神秘研』中的正常人，堅稱自己不相信神秘學，想要證明神祕現象是一場騙局，實際上很喜歡大家。專攻的藝術領域是時尚設計。

### 七罪人
狐坂若藻
配音：斋藤千和（日）；子音（中）
因為停學處分而被送入矯正局，但從中越獄的「七罪人」之一。由於無差別且大規模的破壞行為而被稱為「災厄之狐」。
清澄晶
七罪人之一，外号「慈愛的怪盜」。
申谷誡
鍊丹術研究會的前會長，從矯正局中越獄的「七罪人」之一，人稱「五塵的獼猴」。
栗濱明美
獨自一人造成女武神警察學園損失慘重的噩夢般事件的犯人，有著無與倫比的強壯身軀，惡名昭彰的「七罪人」之一「傳說的太妹」。

### 蓋瑪特利亞
蓋瑪特利亞（ゲマトリア）是一個神秘組織，該組織的成員與玩家一樣均出身於奇普托斯之外，以探索奇普托斯學生的神秘一面為目標行動。
黑色西裝人
配音：坂卷学（电视动画）；绯川蛋（中）
黑色西裝人與財閥凱撒集團合作，將阿拜多斯高中逼入廢校絕境。他希望借助各種手段威逼利誘小鳥遊星野退學成為自己的研究目標。
轉印、戈爾孔特、法蘭西斯
配音：冷泉夜月（中）
戈爾孔特是一個畫在畫框當中的人頭，畫像通常由缺少頭部的人形轉印手持。二者為一個生命體，作為本體的轉印是不死的存在，畫像隨意破壞更換均可。在Vol.Final當中，戈爾孔特即被新的人形法蘭西斯取代，法蘭西斯後來將地下生活者放出。
瑪艾斯托洛
配音：秦且歇（中）
瑪艾斯托洛是一個指揮家樣貌並有兩顆頭的木製人偶。他掌握複製的秘儀，創造出諸聖相通的怪物並提供戒律的守護者供貝雅特里榭使用。
貝雅特里榭
配音：徐晨（中）
貝雅特里榭是奧利斯分校幕後的實質統治者。她在混亂中奪取了奧利斯分校的實質統治權，以該校學生會長後裔秤敦子的性命為威脅，脅迫奧利斯小隊奪取三一和格黑娜簽署的伊甸園條約。奧利斯小隊失敗後她即著手獻祭敦子的性命，被老師阻止。貝雅特里榭之後經蓋瑪特利亞決議遭放逐。
地下生活者
曾經被蓋瑪特里亞封印的成員。自稱「小生」。身形佝僂，額頭上刻著羅馬數字十八（XVIII），全黑的臉上不規則地散佈著六個形 狀完全不同的眼狀器官，每隻眼睛裡有時刻不同的時鐘，臉周圍一圈是白色的鬚髮。似乎對當今的蓋瑪特里亞並不認同。把整個故事看做一場桌遊，有時會稱老師為“玩家”，將“設定集”稱作“規則之書”。

## 其他登場人物

### 其他學生
空
配音：林鼓子（日）；汪悦（中）
《蔚蓝档案》角色。是在夏莱大楼一层“天使24”便利店兼职的中学生。她性格彬彬有礼，但与老师互动时会略显紧张和胆怯。
河駒風良舞
頭盔團的幹部。
新
問題學生集團妖怪劇團（魑魅一座）的老大。我行我素，時常發起沒有充分計畫的搗蛋與破壞。
笑咪咪教授
本名不詳。有著犯罪界大師之稱的「犯罪顧問」，連克洛盧斯都無法掌握他的真實身分。

### 克洛盧斯新聞部
風卷麻衣
配音：Sakula小舞（中）
克洛盧斯「新聞部」的一員。《奇普托斯月刊》的記者，負責現場採訪、訪問和報導。總是在尋找有趣的文章题材。
川流詩音
配音：羽鳥颯希（日）；徐玥（中）
克洛盧斯「新聞部」的偶像記者(自稱)。總是以毫不掩飾、直言不諱的態度進行報導是她的特色。

### 色彩
誘騙者
真面目是平行世界的老師，為了保護砂狼白子而成為「色彩的嚮導者」。肉體已經死亡，最終在消滅前將的學生們託付給這個世界的老師。
A.R.O.N.A
配音：小原好美（日）；Sakula小舞（中）
參照星奈。
白子＊TERROR
參照白子＊TERROR

### 花鳥風月部
花鳥風月部（花鳥風月部）是一個謎樣的組織，一直以來只存在於怪談和流言蜚語之中。人們將他們稱為『利用怪書迷惑世人的魑魅魍魎』，關於他們的傳言可以追溯到百鬼夜行聯合學園誕生以前，為了製造「風情」創造名為「百物語」的怪談，花鳥風月的怪談家利用怪書《稻生物怪錄》屢屢犯下惡行。
雛罌粟
花鳥風月部的部長。將百花繚亂的委員長化為「百物語」，帶到了黃昏的彼端。
箭吹棕櫚
花鳥風月部的成員，以怪談家自稱。

### 合作角色
初音未來
配音：藤田咲
遊戲與同名虛擬歌手初音未來的聯動合作角色。
御坂美琴
配音：佐藤利奈
遊戲與電視動畫《科學超電磁砲T》的聯動合作角色。御坂美琴是科學超電磁砲系列的主人公。
食蜂操祈
配音：淺倉杏美
遊戲與電視動畫《科學超電磁砲T》的聯動合作角色。食蜂操祈是科學超電磁砲系列的主要角色。
佐天淚子
配音：伊藤加奈惠
遊戲與電視動畫《科學超電磁砲T》的聯動合作角色。佐天淚子是一位沒有超能力的學生。

## 反响及评价

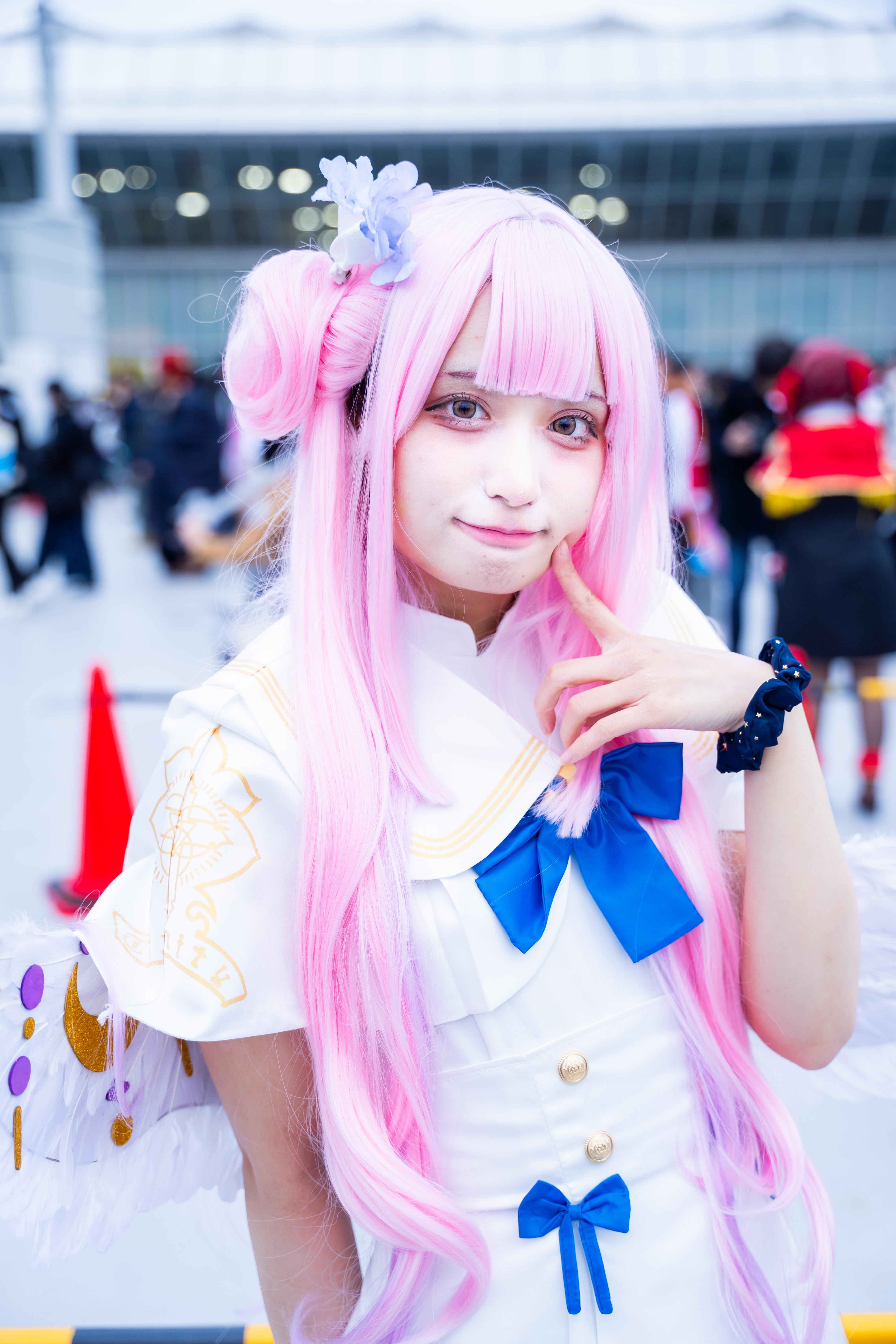
在第103届Comic Market上，聖園彌香的角色扮演者。

### 角色设计
在蔚蓝档案剧情对角色的塑造上，游戏媒体评论员从不同方面给出了好评。siliconera的Jenni Lada认为，故事模式下的主线剧情涉及战斗的章节，会预设好与剧情中主要组织成员相关的阵容，这样能够较好地展现角色魅力；与具体某一角色相关的“小故事”模式，会强制让该角色在战斗中出场，这同样是聚焦角色魅力的手段。游戏葡萄的依光流分析剧情架构，认为开头的普通日常、中间尽量引起玩家共鸣的高潮、强调师生关系的结尾，让玩家容易对角色，乃至该角色所在整个组织的角色，产生感情积淀。
角色美术方面，Jenni Lada以战斗中Q版的角色3D模型使用技能时的专属动画举例，称赞蔚蓝档案角色的特点鲜明，让玩家能够轻松地将相似的角色区分开来。依光流和触乐编辑熊冬东给出了类似的观点，不过在此基础上还使用“咖啡厅”系统中的相关模型进行分析。在此之外，熊冬东评价3DQ版模型体现了传统日式ACG作品的张力；而依光流则认为美术团队制作相关模型时注重细节，意图让玩家关注到角色的某一个动作，进而喜欢上这个角色。

### 粉丝创作
2024年初，百度贴吧一名网友在除去生成式人工智能生成的图片后，从角色标签的角度，对插画投稿网站pixiv2023年度新增投稿最多、以及创作者标记为含有色情内容投稿比例最高的角色进行统计。这两个排行榜的前十名中，蔚蓝档案均有两名角色上榜。此时pixiv上带有蔚蓝档案标签的插画，约有35万幅。

## 腳註

### 來源
1. 1 2  九莲宝灯. . 游戏葡萄. 2023-12-21  [2024-04-16]. （原始内容存档于2024-02-06）.
2. ↑  . NDC Replay.   [2024-04-16]. （原始内容存档于2022-02-19）.
3. ↑    - 川崎政一郎. . 4Gamer.net. 2021-06-09  [2024-04-16]. （原始内容存档于2024-01-20） （日语）.
  - 中文翻譯：. 巴哈姆特電玩資訊站. 2021-06-19  [2024-04-16]. （原始内容存档于2021-06-21）.
4. ↑  NEXON Games 2022
5. 1 2 3  熊冬东. . 触乐. 2023-08-04  [2023-09-02]. （原始内容存档于2023-09-01） （中文（简体））.
6. 1 2 3 4  依光流. . 游戏葡萄. 2023-08-08  [2023-11-04]. （原始内容存档于2023-11-04）.
7. 1 2 3  依光流. . 游戏葡萄. 2023-06-30  [2023-11-04]. （原始内容存档于2023-11-04）.
8. ↑  竹中プレジデント. . 4Gamer.net. 2021-02-03  [2023-09-02]. （原始内容存档于2023-03-15） （日语）.
9. ↑  サワディ大塚. . インサイド. 2023-02-11  [2023-10-10]. （原始内容存档于2023-03-24） （日语）.
10. 1 2 3 4 5  Fami通 2023，第64頁.
11. ↑  高村響. . インサイド. 2021-08-10  [2023-10-11]. （原始内容存档于2023-03-24） （日语）.
12. 1 2 3 4 5 6 7  Fami通 2023，第66頁.
13. 1 2 3 4 5 6 7 8  Fami通 2023，第67頁.
14. ↑  Jisho. . 巴哈姆特電玩資訊站. 2023-12-11  [2023-12-14]. （原始内容存档于2023-12-14） （中文（臺灣））.
15. 1 2 3 4 5 6 7 8 9 10  Fami通 2023，第65頁.
16. 1 2 3 4 5  Fami通 2023，第69頁.
17. 1 2 3 4 5 6 7  Fami通 2023，第68頁.
18. 1 2  Jisho. . 巴哈姆特電玩資訊站. 2023-09-28  [2023-11-15]. （原始内容存档于2024-04-16） （中文（臺灣））.
19. 1 2 3 4 5 6 7 8 9  Fami通 2023，第71頁.
20. ↑  . 龟仙人龟娘 via 哔哩哔哩.   [2024-05-23]. （原始内容存档于2024-05-26）.
21. 1 2 3 4 5  Fami通 2023，第70頁.
22. 1 2 3 4 5 6 7 8  Fami通 2023，第72頁.
23. 1 2 3 4 5 6 7 8 9 10  Fami通 2023，第73頁.
24. 1 2 3 4 5 6 7 8 9 10 11  Fami通 2023，第74頁.
25. 1 2 3 4 5 6  Fami通 2023，第75頁.
26. ↑  . 哔哩哔哩.   [2024-05-25]. （原始内容存档于2024-05-25）.
27. ↑  Edward. . 巴哈姆特電玩資訊站. 2021-10-19  [2021-11-01]. （原始内容存档于2021-11-02） （中文（臺灣））.
28. 1 2 3  Chihiro. . 4Gamer.net. 2023-10-20  [2023-10-20]. （原始内容存档于2023-10-29） （日语）.
29. 1 2  Jenni Lada. . Siliconera. 2021-11-24  [2025-05-02].
30. ↑  林卓恆. . 香港01. 2024-01-21  [2025-05-02].